# Gary Hume
Gary Stewart Hume (n. en 1962) es un artista británico. Su obra está muy identificada con el grupo Young British Artists, quienes saltaron a la fama a principios de la década de 1990. En 1996, Hume recibió una nominación para el premio Turner, pero perdió contra Douglas Gordon. Fue nombrado miembro de la Royal Academy en 2001.

## Biografía

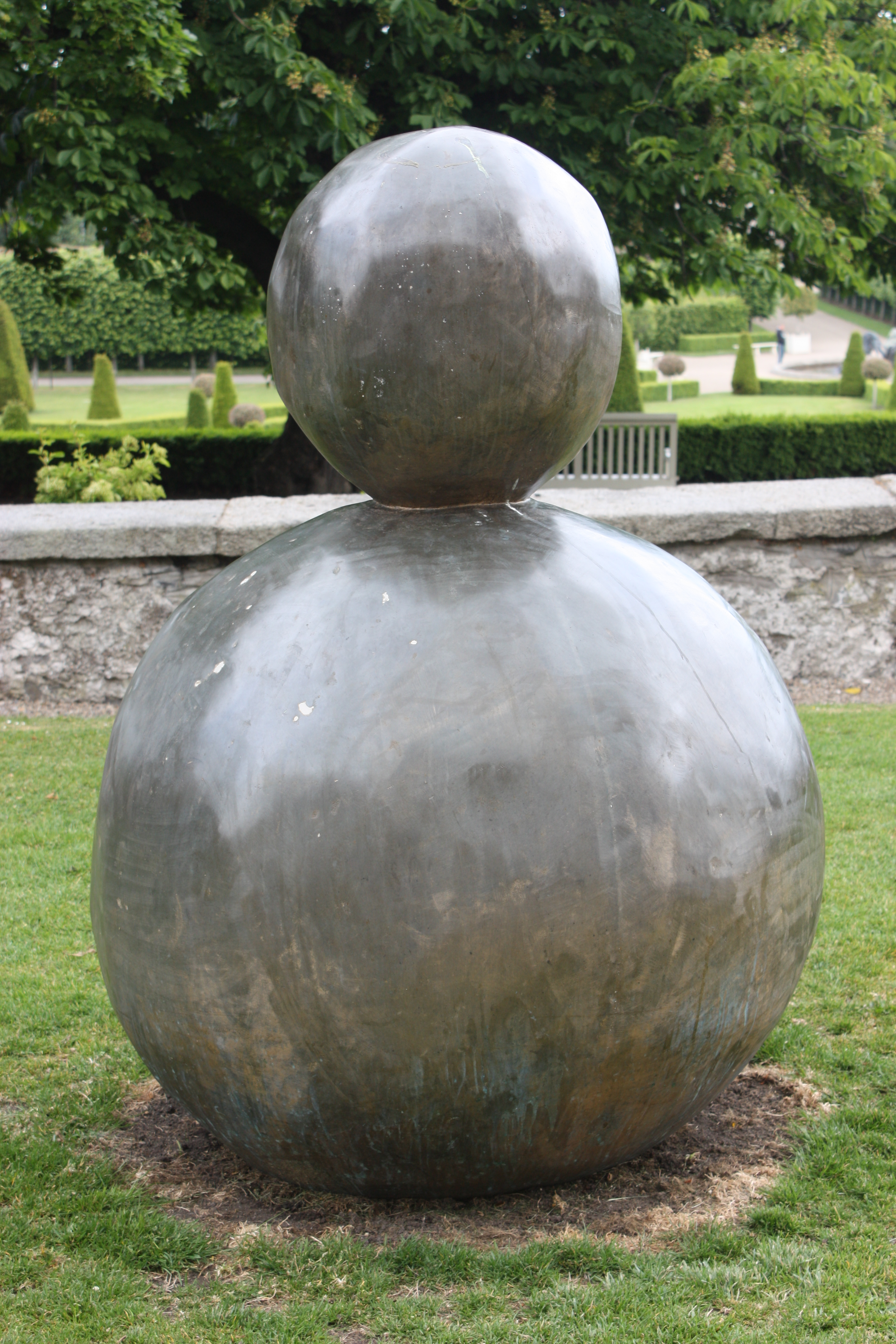
Escultura de Snowman, en Dublín.

Hume nació en 1962 en Tenterden, Kent. Cursó sus estudios primarios en la Escuela Homewood y en 1988 se graduó de Goldsmiths, University of London. Su trabajo fue incluido en la exposición de arte Freeze, llevada a cabo en dos ocasiones y organizada por Damien Hirst en 1988, y en East Country Yard, una exhibición informal organizada por Henry Bond y Sarah Lucas en 1990.
Algunas de las primeras obras de Hume adquirieron notoriedad, en especial sus "pinturas de puertas", representaciones de tamaño real de puertas de hospitales. Estas pinturas fueron aclamadas por la crítica, y se exhibieron en Alemania y en los Estados Unidos; además, atrajeron la atención del coleccionista Charles Saatchi. En la exhibición Brilliant!, de 1995, se incluyó una serie de obras de Hume como muestra del trabajo de los artistas del grupo Young British Artist. En 1997, su trabajo fue exhibido en Sensation, un espectáculo en el que se mostró al público la colección de arte de Saatchi en la Royal Academy de Londres. 
Hume abandonó la representación de puertas a mediados de la década de 1990, y pasó a la pintura satinada sobre paneles de aluminio, donde creó figuras de celebridades (por ejemplo, del DJ Tony Blackburn) y de animales. Sus formas y colores son muy simples, ya que las personas, por ejemplo, presentan solamente dos o tres colores. Snowman (1996), por ejemplo, está hecha con tres tonos de rojo, con un círculo por encima de un círculo más grande contra un fondo más claro. Al principio, Hume usaba colores brillantes en su mayoría, pero más tarde pasó a los tonos más oscuros. Representó a Gran Bretaña en el Bienal de Venecia de 1999, donde exhibió su serie Water, una colección de pinturas que representan dibujos de mujeres hechos con puras líneas, nuevamente sobre paneles de aluminio. 